# Terre Margareta
La terre Margareta (en norvégien : Lomfjordhalvøya) est une péninsule située dans la partie nord-est de la Nouvelle-Frise, au Spitzberg (Svalbard).
Elle fait partie de la réserve naturelle du Svalbard Nord-Est.

## Géographie
Avec 44 km de long pour 24 km de large à sa base, elle est située entre le Lomfjord (en) et le détroit de Hinlopen. Sa pointe nord est le cap Fanshawe.
La péninsule est couverte par deux glaciers, le Balderfonna (en) et le Torsfonna (en). Elle comprend également les grandes falaises de nidification du Lovénberget (en).